# William Scull
William Scull Yero (Matanzas, 6 giugno 1992) è un pugile cubano naturalizzato tedesco.

## Carriera
Scull diventa professionista nel 2016 e vince i primi 22 incontri della sua carriera. Nel 2024 viene scelto come sfidante obbligatorio per la cintura IBF dei pesi supermedi del campione messicano Canelo Álvarez. Tuttavia Álvarez decide di rinunciare alla cintura invece di combattere contro Scull. A Scull viene dunque imposto di sfidare il contendente numero 2 della cintura IBF Vladimir Shishkin per il titolo dei pesi supermedi contro il quale vince per decisione unanime nell'ottobre del 2024.

## Record professionale
| Risultato | Record | Avversario                 | Metodo | Data              | Round  | Città                   | Note |
| --------- | ------ | -------------------------- | ------ | ----------------- | ------ | ----------------------- | --- |
| Sconfitta | 23-1   | Canelo Álvarez             | UD     | 3 maggio 2025     | 12     | Riyadh                  | Perde il titolo IBF dei pesi supermedi; per il titolo WBA (Super), WBC, WBO e The Ring dei pesi supermedi |
| Vittoria  | 23–0   | Vladimir Shishkin          | UD     | 19 ottobre 2024   | 12     | Falkensee               | Vince il titolo vacante IBF dei pesi supermedi                                                            |
| Vittoria  | 22–0   | Sean Hemphill              | UD     | 4 maggio 2024     | 8      | Paradise                | |
| Vittoria  | 21–0   | Christian Fabian Rios      | UD     | 7 ottobre 2023    | 6      | Falkensee               | |
| Vittoria  | 20–0   | Abel Nicolas Adriel        | UD     | 12 novembre 2022  | 8      | Charlottenburg          | |
| Vittoria  | 19–0   | Evgeny Shvedenko           | UD     | 2 luglio 2022     | 12     | Erding                  | |
| Vittoria  | 18–0   | Deneb Diaz                 | KO     | 26 novembre 2021  | 2 (10) | Charlottenburg          | Vince il titolo vacante Latino IBF dei pesi supermedi                                                     |
| Vittoria  | 17–0   | Dragan Lepei               | KO     | 28 maggio 2021    | 2 (12) | Charlottenburg          | Difende il titolo internazionale IBO dei pesi supermedi                                                   |
| Vittoria  | 16–0   | Gino Kanters               | UD     | 27 febbraio 2021  | 12     | Charlottenburg          | Vince il titolo vacante internazionale IBO dei pesi supermedi                                             |
| Vittoria  | 15–0   | Mathias Eklund             | TKO    | 28 agosto 2020    | 4 (8)  | Charlottenburg          | |
| Vittoria  | 14–0   | Sharhei Khamitski          | UD     | 21 settembre 2019 | 8      | Zinnowitz               | |
| Vittoria  | 13–0   | Sebastian Horacio Papeschi | TKO    | 20 luglio 2019    | 6 (12) | Justininano Posse       | Vince il titolo sudamericano dei pesi medi                                                                |
| Vittoria  | 12–0   | Roman Shkarupa             | UD     | 15 giugno 2019    | 8      | Schwerin                | |
| Vittoria  | 11–0   | Basilio Silva              | UD     | 15 marzo 2019     | 8      | Trelew                  | |
| Vittoria  | 10–0   | Ivan Sakic                 | KO     | 10 novembre 2018  | 2 (8)  | Neustadt-Glewe          | |
| Vittoria  | 9–0    | Jose Luis Yana             | KO     | 25 agosto 2018    | 5 (6)  | Playa Unión             | |
| Vittoria  | 8–0    | Martin Fidel Rios          | UD     | 19 maggio 2018    | 6      | Trelew                  | |
| Vittoria  | 7–0    | Miguel Eduardo Gorosito    | TKO    | 3 febbraio 2018   | 4 (6)  | Puerto Madryn           | |
| Vittoria  | 6–0    | Christian Fabian Rios      | UD     | 22 dicembre 2017  | 8      | Trelew                  | |
| Vittoria  | 5–0    | Emiliano German Vivas      | UD     | 1 luglio 2017     | 6      | Villa Mercedes          | |
| Vittoria  | 4–0    | Carlos Dante Moyano        | UD     | 8 aprile 2017     | 6      | Bell Ville              | |
| Vittoria  | 3–0    | Gustavo Rene Benitez       | UD     | 18 febbraio 2017  | 6      | Junín                   | |
| Vittoria  | 2–0    | Victor Hugo Exner          | KO     | 28 gennaio 2017   | 4 (6)  | Bragado                 | |
| Vittoria  | 1–0    | Gaston Dario Avalos        | KO     | 11 novembre 2013  | 1 (4)  | San Carlos de Bariloche | Debutta tra i professionisti                                                                              |